# Swami Vivekananda Airport
Swami Vivekananda Airport (engelska: Mana Airport) är en flygplats i Indien.   Den ligger i delstaten Madhya Pradesh, i den centrala delen av landet, 1 000 km sydost om huvudstaden New Delhi. Swami Vivekananda Airport ligger 315 meter över havet.
Terrängen runt Swami Vivekananda Airport är mycket platt. Runt Swami Vivekananda Airport är det tätbefolkat, med 913 invånare per kvadratkilometer. Närmaste större samhälle är Raipur, 12,4 km nordväst om Swami Vivekananda Airport. Trakten runt Swami Vivekananda Airport består till största delen av jordbruksmark.